# Jesu, meine Freude
Jesu, meine Freude (Jesús, la meva joia) és un motet compost per Johann Sebastian Bach i amb el número de catàleg BWV 227. El títol complet de l'obra és Motet núm. 3 en mi menor, BWV 227.

## L'obra
Hi ha sis motets funeraris autèntics (BWV 225-230), escrits per a l'església de sant Tomàs (Thomaskirche), de Leipzig entre 1723-1727. Un setè aparegut només recentment ha estat objecte d'alguns dubtes científics sobre la seva autoria. Aquest tercer motet, Jesu, meine Freude, és el més antic, el més llarg, el més complex musicalment i, amb raó, el més popular dels sis. Va ser escrita a Leipzig el 1723 per al funeral celebrat el 18 juliol de 1723 de Johanna Maria Kasino, l'esposa del cap de correus d'aquesta ciutat. La cinquena veu del cor pertany al registre d'una soprano segona, una part d'una gran riquesa harmònica, que augmenta de manera considerable la paleta tonal del conjunt de l'obra.
La melodia coral en què es basa és de Johann Crüger (1653), i va aparèixer per primera vegada en la seva Praxis pietatis melica. El text, en alemany, és de Johann Franck, i la data aproximada de 1650. Les paraules de les parts 2, 4, 6, 8, i 10 es basen en l'Epístola als Romans 8:1-2, 9-11. Les escriptures parlen aquí de Jesucrist, d'alliberar l'home del pecat i la mort. El text del coral és des del punt de vista del creient i lloa els dons de Jesucrist, així com el desig del confort d'esperit. També abunden els contrastos entre les imatges del Cel i l'Infern, sovint en una sola secció. La creació viva de les paraules per part de Bach intensifica aquests contrastos dramàtics que comporta com a resultat un motet amb una àmplia gamma, extraordinàriament dramàtica.

### Estructura
1. Jesu, meine Freude (primera estança)
2. Es ist nun nichts Verdammliches (basat en el text de la Carta als romans 8,1 i 8,4)
3. Unter deinem Schirmen (segona estança)
4. Denn das Gesetz (a 3, basat en la Carta als romans 8,2)
5. Trotz dem alten Drachen (tercera estança)
6. Ihr aber seid nicht fleischlich (Fuga, basat en la Carta als romans 8,9)
7. Weg mit allen Schätzen (quarta estança)
8. So aber Christus in euch ist (à 3, basat en la Carta als romans 8,10)
9. Gute Nacht, o Wesen (a 4, cinquena estança)
10. So nun der Geist (basat en la Carta als romans 8,11)
11. Weicht, ihr Trauergeister (sisena estança)

Una breu guia dels onze moviments és la següent:
1. Conjunt coral a quatre veus.
2. Cor dramàtic a cinc veus, variacions amb floritures en el cor, a la manera d'un ripieno instrumental.
3. Coral, amb adornaments
4. Configuració en la forma d'una sonata en trio (soprano, soprano, alt).
5. Cor dramàtic a cinc veus, variacions amb floritures en el cor, a la manera d'un ripieno instrumental.
6. Cinc veus en doble fuga
7. Coral, amb variacions ornamentals.
8. Configuració de la forma d'una sonata en trio (alt, tenor, baix)
9. Preludi coral (soprano, soprano, contralt i tenor. La cantus firmus és amb la veu contralt).
10. Cor dramàtic a cinc veus (repeteix una part de #2 amb un text diferent)
11. Conjunt coral (repeteix #1 amb un text diferent)

Una anàlisi revelaria una simetria musical equilibrada al voltant de la doble fuga 6 de moviment, tant amb les parts 3-5 i 7-9 amb un cor, un trio i un moviment quasi-ària. L'obra comença i acaba amb el coral idèntic, encara que amb diferents paraules.
Això pot ser expressat com un diagrama:
| Coral                   |
| Trio                    |
| Coral lliure Quasi-aria |

| Coral                   |
| Trio                    |
| Coral lliure Quasi-aria |